# Kathedrale von Matera

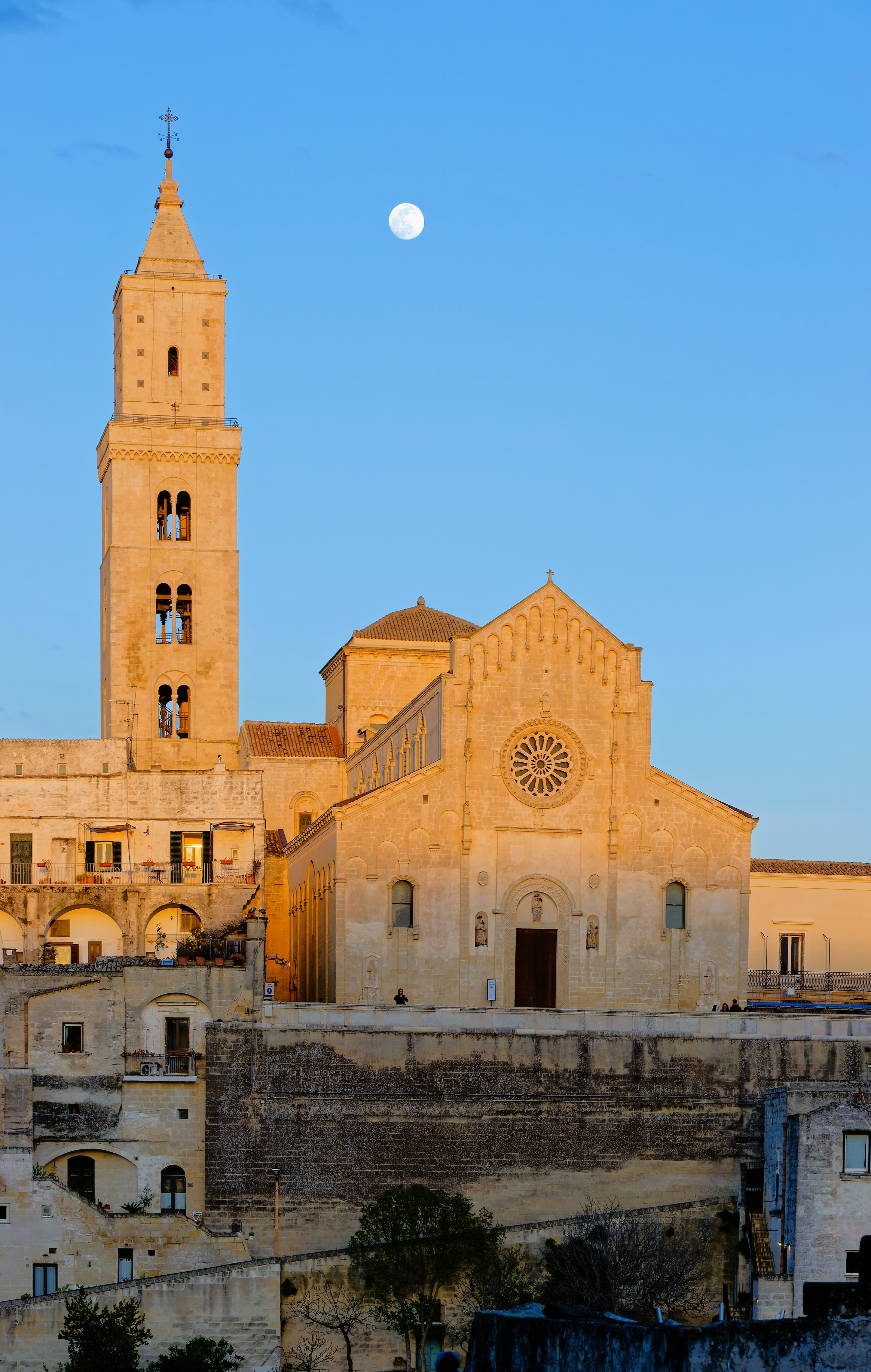
Außenansicht der Kathedrale

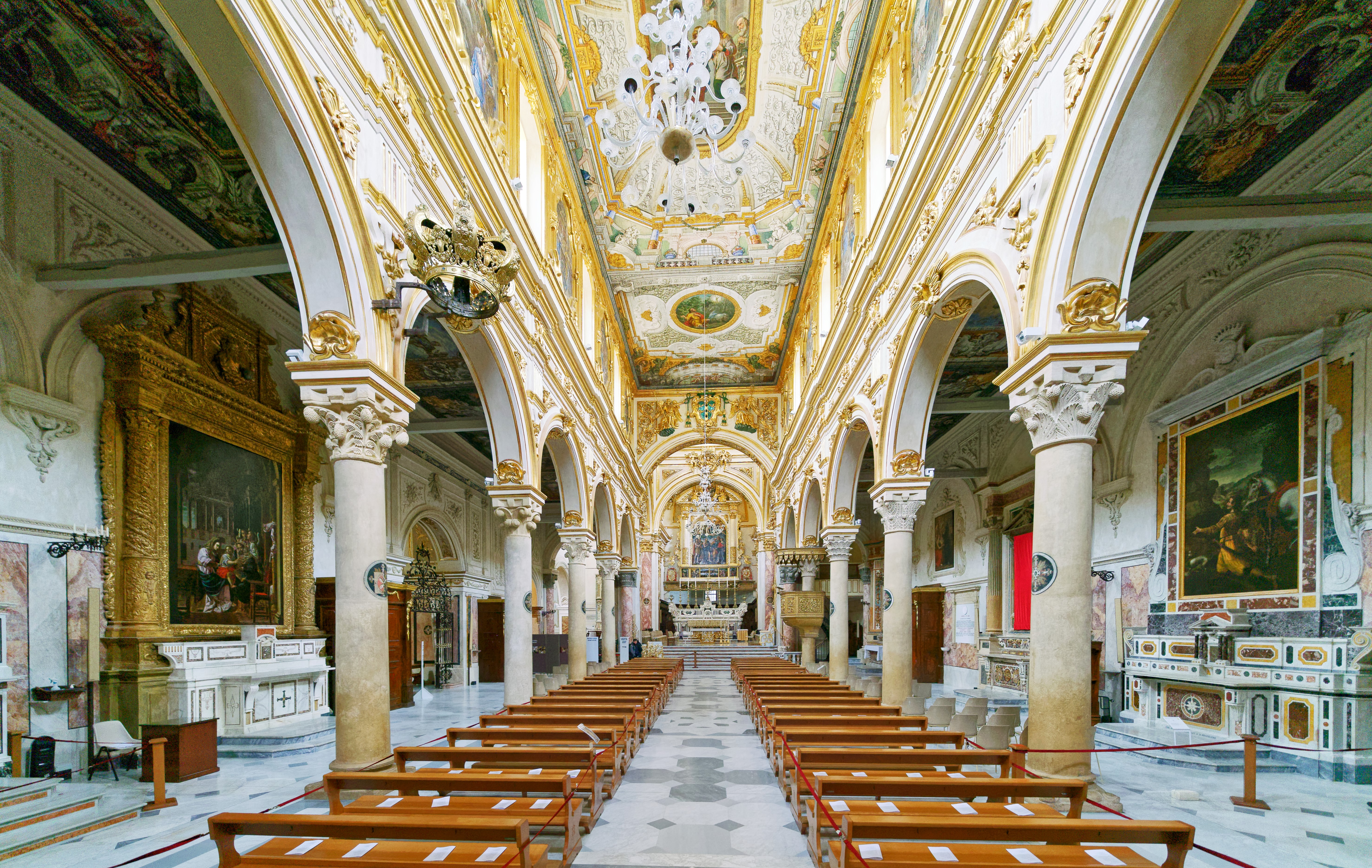
Innenraum

Die Kathedrale von Matera (italienisch Cattedrale della Madonna della Bruna e di Sant’Eustachio) ist eine römisch-katholische Kirche in Matera, Italien. Die Kathedrale des Erzbistums Matera-Irsina trägt den Titel einer Basilica minor. Die Kirche wurde im 13. Jahrhundert im apulisch-romanischen Stil erbaut und steht auf dem höchsten Punkt der Stadt zwischen den beiden Sassi.

## Geschichte
An der Stelle des alten Benediktinerklosters St. Eustachius, dem Schutzpatron der Stadt, begann der Bau der Kathedrale 1230. Einige Jahre zuvor hatte Papst Innozenz III. die Stadt Matera in Kombination mit Acerenza zur Erzdiözese erhoben. Aufgrund ihrer Größe sollte die neue Kirche die umliegenden Gebäude und die beiden Täler am Fuße der Sassi dominieren. Zu diesem Zweck musste der Felsuntergrund um mehr als sechs Meter angehoben werden. Die Kathedrale wurde 1270 fertiggestellt und dann Maria geweiht. In einem Beschluss von 1318 erhielt die Kirche den Titel Maria dell’Episcopio und ab 1389, als Papst Urban VI. (zuvor Erzbischof von Matera) das Fest der Mariä Heimsuchung begründete, hieß die Kirche offiziell Santa Maria della Bruna. Maria war auch eine Schutzpatronin der Stadt. Im Jahre 1629 bestimmte Fabrizio Antinori, der Erzbischof von Matera, die Patrozinien Madonna della Bruna und Eustachio.
Am 2. Juli 1962 verlieh Papst Johannes XXIII. der Kathedrale zusätzlich den Titel einer Basilica minor. 1991 besuchte Papst Johannes Paul II. die Kirche. Nach einer 2003 begonnenen, umfangreichen Restaurierung wurde die Kirche vom Kardinal Pietro Parolin, dem Staatssekretär des Vatikans, am 5. März 2016 in Anwesenheit mehrerer Bischöfe erneut feierlich geweiht. Bei dieser Gelegenheit öffnete er auch die Heilige Pforte aus Anlass des Heiligen Jahres.

## Beschreibung
Anders als das Innere, das im Laufe der Zeit viele Veränderungen erfahren hat, ist das Äußere der Kirche praktisch unverändert geblieben. Die Fassade wird von einem großen Rosettenfenster mit 16 Strahlen dominiert. Darüber befindet sich eine Statue des Erzengels Michael und neben dem Fenster zwei männliche Figuren, die auch als weitere Engel angesehen werden. Darunter befindet sich eine Figur, die als Atlas dargestellt ist und somit das Fenster zu tragen scheint. Es gibt vier Säulen neben dem Rosettenfenster, während sich zwölf weitere unter dem Giebel befinden. Zusammen symbolisieren sie die vier Evangelisten und die zwölf Apostel. Die Säulen ruhen auf Atlanten. In der Mitte der Fassade befindet sich das Eingangstor mit einem Rundbogen darüber. Innerhalb des Bogens steht eine Statue der Maria della Bruna. Neben dem Tor befinden sich Statuen von Peter und Paul, an den Ecken der Fassade befinden sich Statuen aus dem 16. Jahrhundert, die im Hochrelief von Eustachius und seiner Frau Theopista stehen. In der rechten Seite der Piazza Duomo befinden sich zwei weitere Tore, von denen das hintere das charakteristischste ist. Dieses wird wegen der zwei gemeißelten Löwen, die auf Podesten und Stützsäulen sitzen, Löwentor genannt. In der Lünette über der anderen Tür befindet sich ein Relief von Abraham, dem Vater der monotheistischen Religionen, die zum Zeitpunkt des Kirchenbaus alle in Matera anwesend waren. Links hinter der Kirche befindet sich der Glockenturm. Es wurde zur gleichen Zeit wie die Kirche erbaut und ist 52 Meter hoch und erstreckt sich über vier Etagen. Drei Etagen haben zweireihige Fenster und die vierte einfache. Der Turm erhielt als Abschluss später ein pyramidenförmiges Dach.

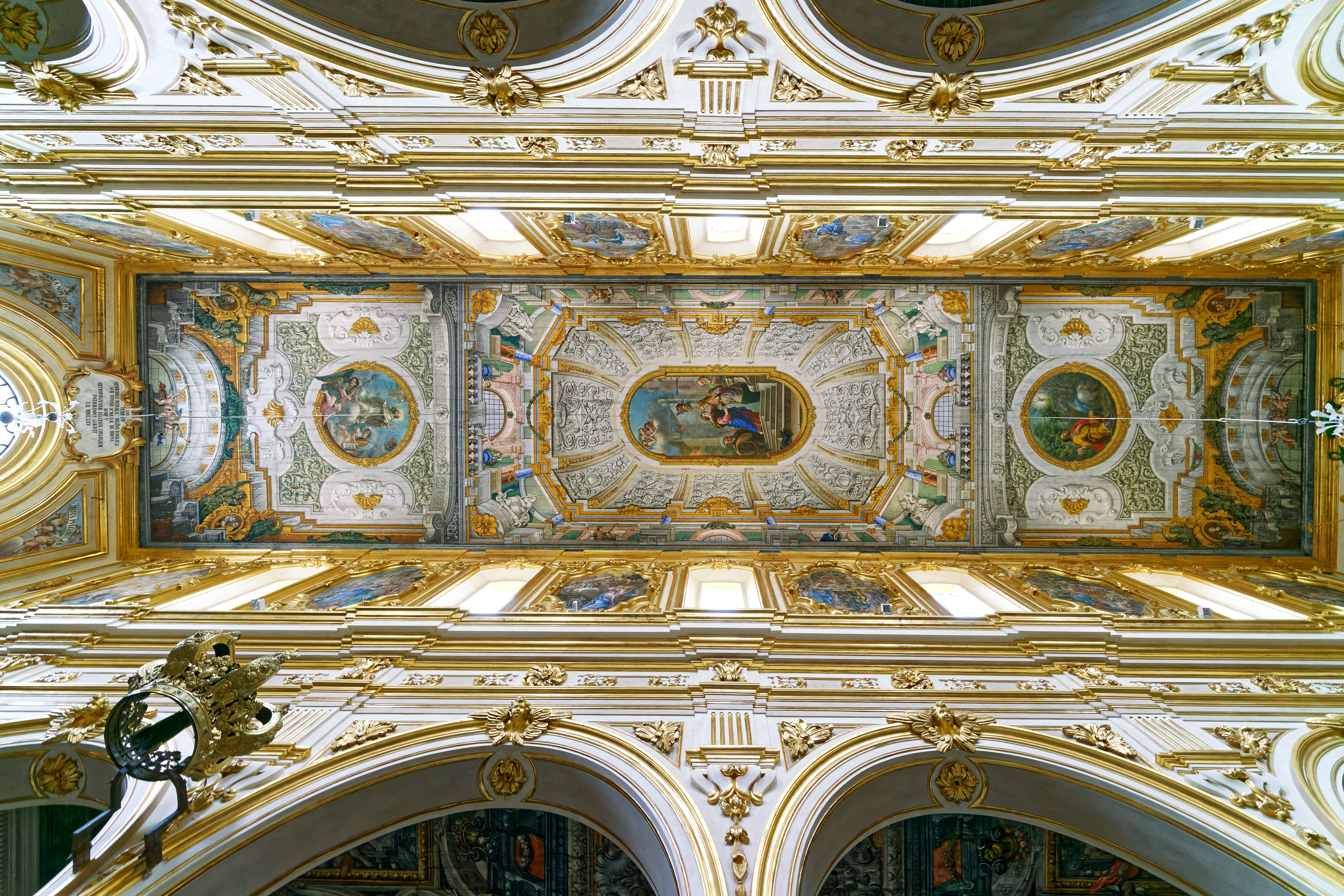
Die Holzdecke der Kathedrale

## Innenraum

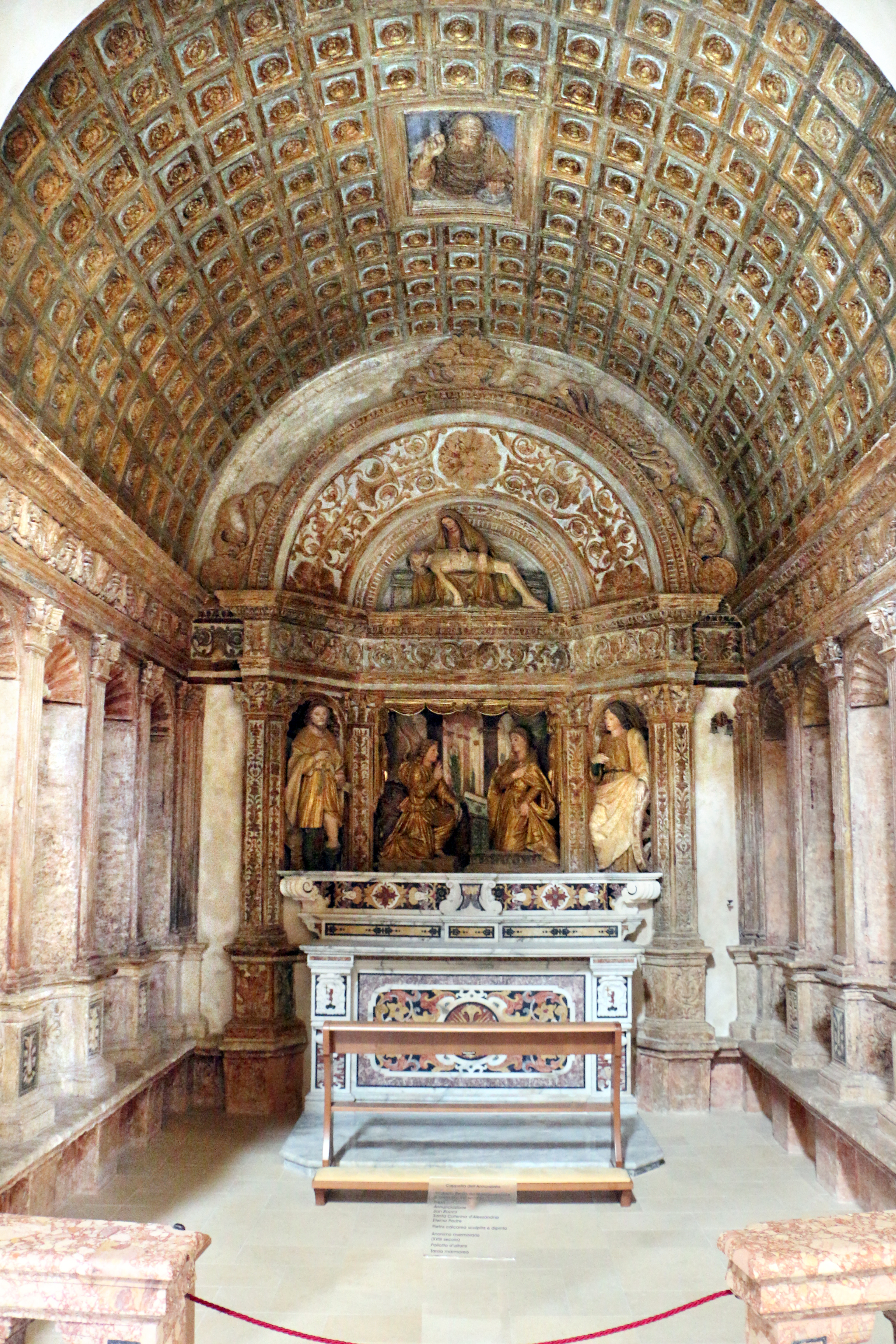
Kapelle Mariä Verkündigung

Die Kirche wurde als dreischiffige Basilika auf dem Grundriss eines lateinischen Kreuzes errichtet. Das höhere Mittelschiff ist durch zwei Reihen mit zehn Säulen von den Seitenschiffen getrennt, das Mittelschiff wird auf beiden Seiten von fünf großen Fenstern im Obergaden beleuchtet. Die ausgeschiedene Vierung ist mit Vierungsbögen abgeteilt, das Dach ist zu einem flachen Aufsatz erhöht.
Ab 1627 wurde die Innengestaltung mit dekorativem Stuck und anderen Dekorationen erheblich verändert. Die Stuckarbeiten sowie die Bögen und Formteile oberhalb der Säulen waren 1776 teilweise mit Blattgold bedeckt 1719 erhielt die Kirche eine neue Holzdecke, die im 19. Jahrhundert mit drei Gemälden des kalabrischen Malers Battista Santoro verziert wurde. Bedeutsam ist ein Fresko im byzantinischen Stil von 1270, das die Madonna della Bruna mit dem Jesuskind darstellt, es macht eine Segengeste mit zwei Fingern. Das Gemälde wird Rinaldo da Taranto zugeschrieben. Es steht auf dem Altar der ersten Kapelle des linken Seitenschiffs. Der Altar in der zweiten Kapelle ist dem hl. Johannes von Matera gewidmet. Hier steht ein Sarkophag mit seinen Reliquien. Der dritte Altar ist der hl. Anna gewidmet mit einem Gemälde von 1633 des Francesco da Martina. Hinter der Sakramentskapelle befindet sich eine Renaissancekapelle Mariä Verkündigung. Diese Kapelle von Giulio Persio hat eine Kassettendecke und Nischen in den Wänden. Auf der Rückseite des linken Seitenschiffes befindet sich die Kapelle, in der sich die Krippe befindet. Eine Steinskulptur aus dem Jahr 1534 von Altobello Persio und Sannazaro di Alessano zeigt verschiedene Elemente, die sich auf die Stadt Matera beziehen. Auch aus Altobello Persio stammt ein reich ausgeführter Altar mit einer Steinskulptur. Diese Arbeit stammt aus dem Jahr 1539 und befindet sich jetzt auf der Rückseite des linken Querschiffs.
Der Hauptaltar aus dem Jahr 1627 besitzt ein großes Altarbild von Fabrizio Santafede. Hier ist Maria umgeben von Heiligen zu sehen. In der Apsis steht das kostbare hölzerne Chorgestühl von 1453. Giovanni Tantino di Ariano Irpino fertigte die Holzschnitzerei dieser massiven Nussbaummöbel. Das Chorgestühl besitzt 60 Plätzen. Über dem Altar wurde eine Pfeifenorgel installiert. Sie wurde zuletzt von Fratelli Ruffatti aus Padua restauriert und verfügt über zwei Manuale und ein Pedal. Die Orgel hat 36 Register.
In der ersten Kapelle im rechten Seitenschiff befindet sich eine Marienstatue zwischen den Heiligen Hilarius und Johannes von Matera, ein Kunstwerk von Domizio Persio aus dem Jahr 1592. Am Löwentor befindet sich ein Gemälde des Heiligen Cajetanus, das 1652 von Carlo Rosa angefertigt wurde. Der Altar besitzt ein Kruzifix aus polychromem Holz aus dem 16. Jahrhundert. Der letzte Altar ist ein Werk von Vito Antonio Conversi. Am Haupteingang befindet sich ein kostbares Fresko des Jüngsten Gerichts. Dieses Gemälde aus dem 14. Jahrhundert ist bei Restaurierungsarbeiten wieder aufgetaucht und das einzige Beispiel für ein Originalgemälde der Kirche, ausgeführt von Rinaldo di Taranto.